# Dolisko
Dolisko (niem. Blumenthal) – kolonia w Polsce położona w województwie lubuskim, w powiecie świebodzińskim, w gminie Lubrza. Kolonia znajduje się przy drodze krajowej 92, około 1 kilometr na południe od wsi Bucze.
W latach 1975–1998 miejscowość należała administracyjnie do województwa zielonogórskiego.
Dolisko często łączone jest ze stacją Bucze, blisko której się znajduje, na kolonię składa się zaledwie kilka zabudowań.